# Starship (groupe)
Pour les articles homonymes, voir Starship.
Starship est un groupe de musique américain. Il est fondé en 1984 par des membres de Jefferson Starship, groupe lui-même issu de Jefferson Airplane. Il rencontre un grand succès avec trois chansons qui se classent no 1 des ventes aux États-Unis entre 1985 et 1987 : We Built This City, Sara et Nothing's Gonna Stop Us Now.

## Histoire
Paul Kantner quitte Jefferson Starship en 1984. Dernier membre fondateur de Jefferson Airplane encore présent, il menace les autres membres du groupe d'un procès s'ils continuent à employer ce nom ou un dérivé. Un accord à l'amiable est conclu par lequel le groupe se rebaptise simplement « Starship ».
Le premier album de Starship, Knee Deep in the Hoopla, sort en 1985. Il donne lieu à deux singles no 1 : We Built This City, coécrit avec Bernie Taupin, le parolier d'Elton John, et Sara. Le bassiste Pete Sears quitte le groupe après la sortie de l'album.
Le deuxième album de Starship, No Protection, sort en 1987. Il reprend le single no 1 Nothing's Gonna Stop Us Now, d'abord apparu dans la bande originale du film Mannequin. La chanteuse Grace Slick quitte le groupe l'année suivante.
Le troisième album de Starship, Love Among the Cannibals, sort en 1989, mais les trois singles qui en sont tirés ne connaissent pas le même succès que leurs prédécesseurs. Durant la tournée de promotion de l'album, une altercation entre le chanteur Mickey Thomas et le batteur Donny Baldwin donne lieu à de graves blessures pour le premier et entraîne le renvoi du second. À la fin de la tournée, le guitariste Craig Chaquico quitte à son tour le groupe, et le manager Bill Thompson décide de mettre un terme au contrat de Starship avec RCA.
Mickey Thomas relance Starship en 1992 sous le nom « Mickey Thomas' Starship », puis « Starship featuring Mickey Thomas ». Cette formation donne de nombreux concerts tout au long des années 1990, 2000 et 2010. Elle publie un nouvel album, Loveless Fascination, en 2013.

## Discographie

### Albums
- 1985 : Knee Deep in the Hoopla
- 1987 : No Protection
- 1989 : Love Among the Cannibals
- 1991 : Greatest Hits (Ten Years and Change 1979–1991) (compilation avec deux chansons inédites de Starship)
- 2013 : Loveless Fascination
- 2021 : Greatest Hits Relaunched (compilation avec des reprises)

### Singles
- 1985 : We Built This City
- 1985 : Sara
- 1986 : Tomorrow Doesn't Matter Tonight
- 1986 : Before I Go
- 1987 : Nothing's Gonna Stop Us Now
- 1987 : It's Not Over ('Til It's Over)
- 1987 : Beat Patrol
- 1988 : Wild Again
- 1989 : It's Not Enough
- 1989 : I Didn't Mean to Stay All Night
- 1991 : Good Heart
- 2007 : Get Out Again
- 2013 : It's Not the Same as Love
- 2016 : My Woman

## Membres

### Membres actuels
- Mickey Thomas : chant (1984-1990, depuis 1992)
- Phil Bennett : claviers (depuis 1995)
- Darrell Verdusco : batterie (depuis 1995)
- Jeff Adams : basse (depuis 2000)
- Stephanie Calvert : chant (depuis 2006)
- John Roth : guitare (depuis 2012)

### Anciens membres
- Grace Slick : chant (1984-1988)
- Craig Chaquico : guitare (1984-1990)
- Pete Sears : basse (1984-1987)
- Donny Baldwin : batterie (1984-1989)
- Brett Bloomfield : basse (1988-1990, 1993-1997)
- Mark Morgan : claviers (1988-1990)
- Kenny Stavropoulos : batterie (1989-1990)
- Max Haskett : trompette (1992-1993)
- Melisa Kary : chant (1992-2006)
- T. Moran : batterie (1992-1995)
- John Lee Sanders : claviers, saxophone (1992-1995)
- Bill Slais : saxophone, claviers (1992-1995)
- Jeff Tamilier : guitare (1992-1996)
- Bobby Vega : basse (1992-1993)
- Erik Torjesen : guitare : (1996-2000)
- John Garnache : basse (1997-2000)
- Mark Abrahamian : guitare (2000-2012)

### Accompagnateurs en concert
- Gabriel Katona : claviers, saxophone (1984-1987)
- Brett Bloomfield : basse (1988)
- Mark Morgan : claviers (1988)
- Melisa Kary : chant (1989-1990)
- Christina Marie Saxton : chant (1989-1990)